# Древняя Ливия
Ливия (древняя) — в широком смысле: у античных авторов название части света Африка, в более узком: область в Северной Африке, границы которой менялись в разные периоды истории у различных народов.
1. Часть света Африка:
  1. У древних греков Ливия (др.-греч. Λιβὺη) сначала относилась то к Европе, то к Азии и, примерно, после V в. до н. э. географы выделили её как самостоятельную часть света.
  2. Некоторые античные авторы под именем «Ливия» предполагали только известную им Африку, поэтому иногда это прилегающая к Средиземноморью Северная Африка.
2. Историческая область в Северной Африке:
  1. У египтян «Ребу» или «Либу» (егип. Rbw) — сначала название кочевого племени, затем области к западу от долины Нила, употреблялись также наименования — егип. THnw, tA (n) TmHw, xAst TmHw. Возможно, со временем, название «Ребу/Либу» возобладало над остальными и перешло на все западные от Египта земли, став позже «Ливией» греков и римлян.
  2. В период поздней античности римляне называли Ливией (лат. Libya) территорию между дельтой Нила и далее на запад до залива Большой Сирт (совр. Сидра), при этом охватывали земли по побережью и вглубь материка (часть Ливийской пустыни). Таким образом, у римлян Ливия занимала восточную часть Северной Африки, не включая Египет.
  3. Ливией или Ливийским номом (лат. Libycus Nomus) называли небольшую восточную область в Мармарике, иногда она могла называться отдельно от неё, как часть Египта.
3. В мифологии:
  1. В древнеегипетской мифологии все страны к западу от долины Нила, в том числе и Ливия, олицетворяли мир смерти.[источник не указан 4605 дней]
  2. Ливия в мифологии древних греков и римлян — некая страна на границе известного мира, «земной предел» наряду с Эфиопией и Скифией. см. Ливия (мифология)

Период употребления топонима «Ливия» — с древнейших времён (с III тыс. до н. э. у древних египтян) и позже в период античности (у греков, римлян, эллинизированного и романизированного населения Средиземноморья). В средневековье упоминалось у арабов. В XX веке топоним проявился в названии государства Ливия.

## Этимология названия
| D21 · Z1 | D58 | G43 | T14 | A1 · Z2 |

| D21 · Z1 | D58 | G43 | T14 | A1 · Z2 |

Вероятная этимология и распространение названия «Африка». Карфагеняне (или, возможно, римляне), называли некоторую область, прилегающую к Карфагену — «Африкой», по имени проживающего там берберского племени — «африк» или «авриг», это название перешло на римскую провинцию — Африка. Со временем это имя вытеснило прежнее именование «Ливия», распространившись от названия провинции, на территории покорённого римлянами Карфагена, до всей западной части Северной Африки. В раннем средневековье название перешло на территории соответствующие современным Тунису, северному Алжиру и части Ливии, в арабском варианте — Ифрикия, а в Новое время стало именем всего континента в связи с колониальными захватами европейцев.
Топоним «Ливия» производился древними от имени населявших страну племён — ливийцев, название которым вероятно дали египтяне. В период Древнего царства (около 2700—2200 годы до н. э.) встречаются надписи с именем одного из западных кочевых племён — «ребу» или «либу» (егип. rbw, rb, rbj). В какой-то период это племя выделилось среди других кочевников и по его наименованию египтяне стали называть все народы к западу от долины Нила — «ливийцы». Это наименование, возможно заимствованное от египтян, упоминается в древнееврейских источниках в Книге Бытия — «lubim» и, возможно, «lehabim».
В эпоху ранней и классической античности древние греки, расширяя свою экспансию в Средиземноморье, переняли от египтян название Ливия (др.-греч. Λιβύη) распространив его на всю известную им Африку, (иногда только Северную Африку), а также интегрировали в свою мифологию (мифическая страна Ливия, постепенно локализующаяся в реальные территории в Северной Африке).
Из употребления название «Ливия» — как часть света, стало выходить в период господства Рима в Средиземноморье, хотя римские авторы тоже иногда его использовали.
Топоним «Ливия» сохранялся в поздней античности и в средневековье в названии области к западу от дельты Нила с которой оно и начало в древности распространяться. В наше время проявился в названии современного государства.

## Древние экспедиции
Древние народы уже знали, что, кроме примыкания к Азии, Ливия-Африка окружена морем. Из области Средиземноморья предпринималось немало путешествий вдоль побережья и вглубь континента:
- Египетский фараон Нехо II около 600 года до н. э. послал экспедицию из финикийских мореходов вокруг Ливии. Они вышли из Красного моря, обогнули мыс Доброй Надежды, и на третий год достигли Геракловых столпов (Гибралтара) и, войдя в Средиземное море, благополучно вернулись в Египет.
- В VI веке до н. э. Эвтимен из Массалии совершил плавание вдоль западного побережья Африки, предположительно достигнув Сенегала.
- Карфагенянин Ганнон около 520 года до н. э. (или 470 года до н. э.), по утверждению Геродота, обогнул Ливию[2], но в оставленных описаниях его путешествия — «Перипл Ганнона» — говорится о плавании только вдоль западного побережья Ливии до Гвинейского залива (предположительно, до устья реки Конго). Плавание было предпринято для основания колоний и экспедиция насчитывала около 30 000 человек и 60 кораблей.
- Карфагенянами в Атлантическом океане был открыт остров, на котором они даже создали своё поселение. Это был остров в группе Азорских островов, и, возможно, их называли «Острова блаженных» (см. также Клад с Корву).
- Персидский царь Ксеркс I (V век до н. э.) послал объехать Ливию некоего Сатаспа, но тот не смог выполнить задание. В Египте он снарядил корабль с египетскими корабельщиками и, пройдя Геракловы столпы (Гибралтар), через много месяцев, возможно, достиг стран экваториальной Африки, но потом Сатасп повернул назад и возвратился в Египет[2].
- Около V века до н. э. насамоны отправили пятерых молодых сыновей вождей вглубь континента. Отряд пересёк Сахару в юго-западном направлении, достигнув поселения на реке Нигер в районе современного города Томбукту, возможно, повстречавшись там с пигмеями[3].

## В египетских источниках

### История
- III тыс. до н. э. — в текстах Древнего царства страна ливийцев засвидетельствована, как западный сосед Египта. Жители её были кочевникам, с древнейших времён они нападали на дельту реки Нил, обжитую возможно родственным им народом египтян, и даже поселялись там. Упоминаются принятые в исторической науке названия проживавших в Ливии племён — темеху, техену, каикаша, шаитеп, машаваша, исавада, ааса, вакана и ребу (либу) — от которого вероятно и произошло название ливийцев. В этот период область к западу от долины Нила могли называть по именам некоторых из этих племён, например от племени THnwyw эти земли назывались — THnw, от племени rbw — страна Rbw. Вероятно от последней произошло название — «Ливия».
- ок. 1300 года до н. э. — в ряд регионов Средиземноморья, и в северо-восточную Африку в том числе, вторгаются «народы моря». Возможно часть из них захватила прибрежные области Ливии, и используя их как основную базу, совершала походы на Египет в союзе с ливийскими племенами. «Народы моря» имели превосходство в средствах ведения войны (боевые колесницы, бронзовое оружие), но однако потерпели поражение в Египте. Не исключено, распространение их господства на запад и вглубь страны, вплоть до территории современного Феццана и Западного Судана. Также ряд исследователей предполагает, что они могли иметь отношение к этногенезу гарамантов.
- I тыс. до н. э. — часть племён Ливии была покорена египтянами, и они стали помимо выплаты дани служить в армиях фараонов, что привело к возвышению и египтизированию некоторой части знатных ливийцев и даже основанию правящих династий (Шешонк I, «ливийские династии») в Египте. В пустыне, в оазисе Сива, образовалось жреческое государство Аммоний.

## У древнегреческих авторов

### Общие представления
К моменту представления о Ливии, как о части света, греки определяли её размеры в четверть обитаемой земли (ойкумены).
- Геродот (V в. до н. э.) считал нецелесообразным различать три известные части света (Ливию, Азию и Европу) по «очертанию и величине[2]», и признавал что «по величине между ними различие действительно немалое[2]». Он критически относился к выделению Ливии в отдельную часть света, и описывал её как один из полуостровов примыкавших к Азии: «Ливия же расположена ещё на этом втором полуострове: ведь она уже непосредственно примыкает к Египту. У Египта этот полуостров очень узок, так как от берегов Нашего моря до Красного всего лишь 100000 оргий, то есть около 1000 стадий [около 180 км]. За этим узким местом полуостров, называемый Ливией, опять сильно расширяется[2].» Таким образом территорию современной Африки он считал частью Азии, и делил на Ливию, Египет и Эфиопию. Саму Ливию он подразделял на две части:

1) Териодия (у римлян Гетулия, современный Белад-аль-Джерид) — область у Средиземного моря, южнее гор Атласа, «богатая зверями». Входила в ойкумену — землю обитаемую людьми.
2) Псаммия — необитаемая пустыня с редкими оазисами, тянущаяся поперёк материка (современная пустыня Сахара).
- Клавдий Птолемей (II в. н. э.) сделал шаг назад в представлениях о Ливии, утверждая, что на юге она соприкасается с Азией.

### Границы
Знания древних греков о Ливии, в основном, ограничивались регионом Египта, Киренаикой (областью колонизированной греками-ферейцами) и финикийского Карфагена. Имелись отрывочные сведения о внутренних пустынных областях и участках северо-западного берега. Остальную Ливию они почти не знали и наделяли мифическими описаниями.
- Север: Средиземное море (лат. mare Internum), включавшее в себя у побережья Ливии следующие моря (с запада на восток):
  - Африканское (лат. Africum pelagus)
  - Сицилийское (лат. Siculum mare)
  - Ливийское (лат. Libycum mare)
  - Египетское (лат. Aegyptium pelagus)
- Юг: здесь иногда выделялась Эфиопия, но чаще она включалась в Ливию, и с юга предполагалось наличие Эфиопского моря (иногда как части Океана).
- Запад: к Ливии могли относить Египет, хотя чаще эллины считали его Азиатской страной. Иногда границу между Ливией и Азией проводили по территории Египта:
  - по реке Нил
  - позже по Арсинойскому (Суэцкому) перешейку
- Восток: Внешнее море или Океан, позже Атлантический океан.

### Животный и растительный мир
Сейчас фауна региона относится к зоогеографической Средиземноморской подобласти с африканскими элементами. В древности, судя по описаниям античных авторов (в частности Геродота в Истории. Книга IV.), она была гораздо разнообразнее:
- вид антилопы орикс белый, у древних — «ория» (др.-греч. Ὄρυες), из рогов которых делали изогнутые грифы для лир[5].
- муфлон, у древних — «дикий баран», в настоящее время в Ливии не встречается.
- жираф, у древних — «диктии» (др.-греч. διχτυς «сетчатое животное»), в настоящее время в Северной Африке не встречается.
- панцирный крокодил, у древних — «сухопутный крокодил», в настоящее время в Северной Африке не встречается.
- страус, у древних римлян — «заморский воробей», в настоящее время в Северной Африке не встречается.
- вымерший представитель вида очковая змея, у древних — «маленькая однорогая змея» (возможно — «кераст» или «кенхрис»).
- лев — упоминаются часто львы мармарики, по-видимому, их здесь обитало множество[6], в настоящее время в Северной Африке не встречаются.

Флора побережья и оазисов в основном относится к субтропической, представлена акациями, сикоморами, тамарисками, где более влажно, произрастает маквис, имеются рощи кедров. Растения, игравшие роль в хозяйстве древнего населения — это плодоносящие:
- финиковая пальма
- маслина

Далее, на границе с пустыней, полоса жёстких низкорослых трав, полыни. В восточной части Северной Африки, в Киренаике и Мармарике, произрастало самое известное растение региона:
- сильфий (др.-греч. σίλφιον, лат. Silphium, Silpium, Laser) — кустарник семейства зонтичных, игравший большую роль в экспорте из Мармарики в античные государства Средиземноморья. Этот вид растений вымер в I веке н. э. Территория, где произрастал сильфий, располагалась, по сообщению Страбона, южнее оазиса Авгила и была узкая (300 стадий, то есть около 55 км) и довольно вытянутая с востока на запад (1000 стадий, то есть около 180 км)[7]. По сообщению Геродота он произрастал от островка Платеи (находящегося у берега Мармарики) до побережья залива Большой Сирт на юге Киренаики[2].

В пустыне на огромных пространствах растительности нет, редко встречаются пятна лишайников, солянки и сухолюбивых колючих растений.

### История
- VII — V вв. до н. э. — на северном побережье Ливии основывают колонии греки-ферейцы (Кирена, Аполлония Киренская, Барка, Евхеспариды, Тевхира, Палинур и др.)
- VI в. до н. э. — возвышение греческого города Кирена, северную область Ливии начинают называть по его имени — Киренаикой, здесь образуется Киренское царство.
- В 525 году до н. э., после поражения египетской армии у Пелусия, Египет захватывают персы, постепенно распространяя своё влияние и на север Ливии — в Киренаику. Со временем она вошла в 6-ю сатрапию Ахеменидов — Египет.
- конец VI века до н. э. — во время властвования в регионе персов (когда в Египте наместничал ставленник Дария сатрап Арианд), упоминается о слабом влиянии завоевателей на Ливию: «[…] в Ливии живёт множество разных племён, и только немногие из них подчинялись царю, большинство их вовсе не обращало внимания на Дария»[2].
- при возвращении из похода на город Барку (Киренаика), организованного по инициативе сатрапа Арианда, персидское войско подвергалось нападениям ливийских племён когда армия шла и через их земли: «В пути, однако, их подстерегли ливийцы и убивали отстающих и медленно двигавшихся из-за одежды и поклажи воинов, пока, наконец, войско не пришло в Египет»[2].
- в 459 году до н. э. приграничные с Египтом ливийцы подняли восстание против персов, и даже пригласили греков-афинян на подмогу (Египетская экспедиция). Упоминается правитель восставших ливийцев — Инар: «В это время ливиец Инар, сын Псамметиха (царь ливийцев, граничивших с Египтом), из своего опорного пункта Марей, египетского города над Фаросом, поднял восстание против царя Артаксеркса, охватившее большую часть страны»[8]. После поражения восстания и казни Инара, Амиртей I (царь болотистой низменности Нильской дельты), продолжал сопротивление на контролируемой западной части дельты. Позже сыновья Амиртея и Инара (Фаннир) остались зависимыми от персов царями в Египте.[9]
- 332 год до н. э. — персидская сатрапия Египет, сдана сатрапом Мазаком без сопротивления армии Александра Македонского, север Ливии попадает под влияние македонян.
- IV — I века до н. э. — под господством Эллинистического Египта.

## Римско-Византийский период

### Общие представления
В период поздней античности римляне отождествляли Ливию с территорией соответствующей северо-востоку современного государства Ливия и западной часть современного Египта. Делилась эта область на Киренаику и Мармарику, последняя часто относилась то к Киренаике, то к Египту. Позже северное побережье стали называть — Пентаполис. На юге начиналась Внутренняя Ливия — территория Ливийской пустыни в глубине страны. Здесь находилась область Аммонского озиса (совр. Сива). Также некоторые авторы выделяли на юге Насамонию (область проживания насамонов) и Авгилию (район оазиса Авгила, совр. Джалу).

### История
- I в. до н. э. — IV в. н. э. — под властью Римской империи частично входила в провинции Египет, Крит и Киренаика, а после проведения реформ административного деления были образованы провинции Верхняя Ливия и Нижняя Ливия в составе диоцеза Восток, а позже диоцеза Египет, который входил в префектуру Восток. Север Киренаики в период Классической и Поздней Античности стал называться Пентаполис, со временем также выделившийся в отдельную римскую провинцию.
- 395 год — при разделения Римской империи на Западную и Восточную, Ливия большей частью оказалась в пределах Восточной Римской империи.
- кон. VI в. — часть территории вошла в Египетский экзархат (новая форма административного управления в Византийской империи).
- нач. VII в. — персидское государство Сасанидов захватило власть в регионе, покорив соседний Египет, и вслед за ними на Египет, а затем и Ливию накатилась волна арабского завоевания.

## Справочная информация
Общая периодизация северо-восточной Африки.
|                                                                       | Древний период                                                                          | Античность (ранняя, классическая и нач. поздней)                                        | Античность (ранняя, классическая и нач. поздней)    | Античность (ранняя, классическая и нач. поздней) | Античность (ранняя, классическая и нач. поздней) | кон. поздней Античности — нач. раннего Средневековья | кон. раннего Средневековья — Новое время         |
| Долина Нила (совр. гос-во Египет)                                     | Древний Египет (егип. km.t «Кемет/Кеми») (Верхний, Средний, Нижний) III—I тыс. до н. э. | Древний Египет (егип. km.t «Кемет/Кеми») (Верхний, Средний, Нижний) III—I тыс. до н. э. | Держава Ахеменидов VI в. до н. э. — 332 г. до н. э. | Эллинистический Египет 332 — 30 гг. до н. э.     | Древний Рим I в. до н. э. — IV в.                | Византия IV — VII вв.                                | Мусульманский Египет (араб. مصر‎ Миср) VII—XX вв. |
| Территория западнее, до плоскогорья Барка (совр. ист. обл. Мармарика) | Древняя Ливия (егип. Rbw «Ребу/Либу») III—I тыс. до н. э.                               | ливийские племена (адирмахиды, гилигаммы, насамоны) I тыс. до н. э.                     | Держава Ахеменидов VI в. до н. э. — 332 г. до н. э. | Эллинистический Египет 332 — 30 гг. до н. э.     | Древний Рим I в. до н. э. — IV в.                | Византия IV — VII вв.                                | Мусульманский Египет (араб. مصر‎ Миср) VII—XX вв. |
| плоскогорье Барка и побережье Габеса (совр. ист. обл. Киренаика)      | Древняя Ливия (егип. Rbw «Ребу/Либу») III—I тыс. до н. э.                               | др.-греческая Киренаика VII — V вв. до н. э.                                            | Держава Ахеменидов VI в. до н. э. — 332 г. до н. э. | Эллинистический Египет 332 — 30 гг. до н. э.     | Древний Рим I в. до н. э. — IV в.                | Византия IV — VII вв.                                | Мусульманский Египет (араб. مصر‎ Миср) VII—XX вв. |

Северо-восточная Африка в составе Римского государства.
| Исторические области | Период Республики                                       | Диоцез Восток (с 298 г.)                                                    | Диоцез Египет (префектура Восток)                                           | Диоцез Египет (префектура Восток)                                                                      |
| --- | ------------------------------------------------------- | --------------------------------------------------------------------------- | --------------------------------------------------------------------------- | --- |
| Египетские области: - Верхний Египет (Фиваида) - Средний Египет (Гептаномида) - Нижний Египет (Дельта) 1. область 13 городов 2. Мареота                                                                            | Египет (с 30 г. до н. э.) императорская провинция       | - Фиваида - Геркулесов Египет - Юпитеров Египет                             | - Фиваида - Аркадия - Августамника - Египет                                 | - Нижняя Фиваида - Верхняя Фиваида - Аркадия - Августамника I - Августамника II - Египет I - Египет II |
| Ливийские области: - Киренаика 1. Пентаполь 2. Насамония (включая Авгилию) - Мармарика (Ливия, Безводная Ливия) 1. собственно Мармарика (часто относилась к Киренаике) 2. Ливийский ном (часто относился к Египту) | Крит и Киренаика (с 74 г. до н. э.) сенатская провинция | - Верхняя Ливия (или Ливийский Пентаполис) - Нижняя Ливия (или Ливия Sicca) | - Верхняя Ливия (или Ливийский Пентаполис) - Нижняя Ливия (или Ливия Sicca) | - Верхняя Ливия (или Ливийский Пентаполис) - Нижняя Ливия (или Ливия Sicca)                            |